# Djupdalen
Djupdalen este o arie protejată (arie specială de conservare — SAC, sit de importanță comunitară — SCI) din Suedia întinsă pe o suprafață de 495,9 ha, integral pe uscat.

## Localizare
Centrul sitului Djupdalen este situat la coordonatele 63°16′07″N 16°33′40″E / 63.2687°N 16.5612°E.

## Înființare
Situl Djupdalen a fost declarat sit de importanță comunitară în decembrie 1998 pentru a proteja 4 specii de plante. Situl a fost protejat și ca arie specială de conservare în martie 2011.

## Biodiversitate
Situată în ecoregiunea boreală, aria protejată conține 4 habitate naturale: Taiga vestică, Mlaștini alcaline, Păduri caducifoliate de mlaștină fino-scandinave, Păduri fino-scandinave bogate în ierburi cu Picea abies.
La baza desemnării sitului se află mai multe specii protejate de  plante (4): Calamagrostis chalybaea, papucul doamnei (Cypripedium calceolus), Ranunculus lapponicus, ochii-șoricelului (Saxifraga hirculus).